# Éclance
Éclance est une commune française située dans le département de l'Aube, en région Grand Est.

## Géographie

### Localisation
Éclance est un village rural du Barrois champenois situé à 13 km à vol d'oiseau au sud-est de Brienne-le-Château, 44 km au sud-ouest de Saint-Dizier, 43 km au nord-ouest de Chaumont (Haute-Marne), 28 km au nord-est de Bar-sur-Seine et 41 km à l'est de Troyes.
Il fait partie de l'aire d'attraction de Bar-sur-Aube et de son bassin de vie, ainsi que de la zone d'emploi de Troyes.

### Communes limitrophes
Les communes limitrophes sont  Arsonval, Bossancourt, Petit-Mesnil, Trannes et Vernonvilliers.
|             | Petit-Mesnil |                |
| Trannes     | Éclance      | Vernonvilliers |
| Bossancourt | Arsonval     |                |

### Géologie et relief
La superficie de la commune est de 11,48 km2 ; son altitude varie de 155  à   251 mètres.

### Hydrographie

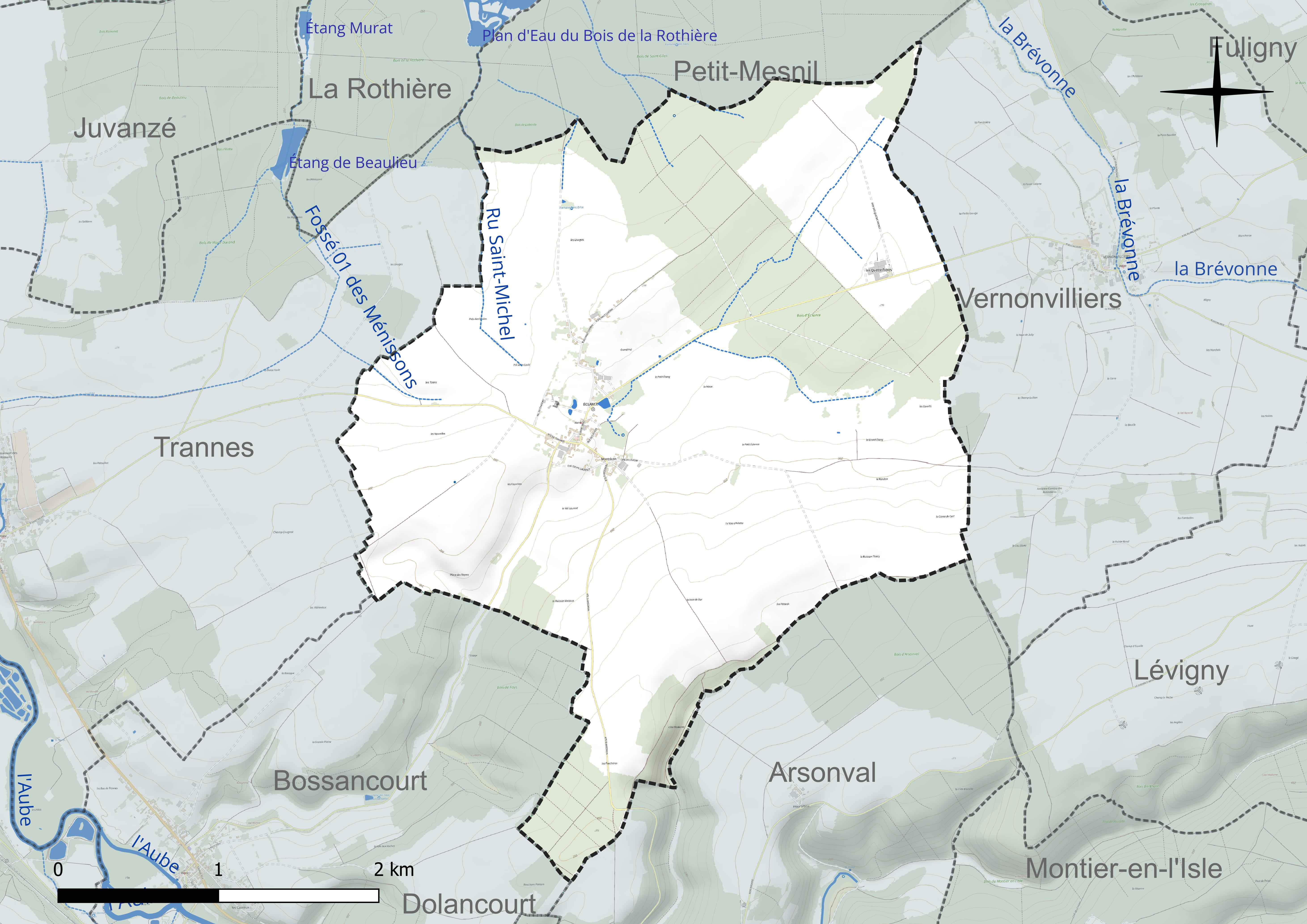
Réseau hydrographique d'Éclance.

La commune est dans la région hydrographique « la Seine de sa source au confluent de l'Oise (exclu) » au sein du bassin Seine-Normandie. Elle est drainée par le Fossé 01 des Ménissons, le Fossé 01 du Bois de Laborde, le ru de l'Étang de la Dame et le ru Saint-Michel,.

### Climat
Pour des articles plus généraux, voir Climat du Grand Est et Climat de l'Aube.
En 2010, le climat de la commune est de type climat des marges montargnardes, selon une étude du Centre national de la recherche scientifique s'appuyant sur une série de données couvrant la période 1971-2000. En 2020, Météo-France publie une typologie des climats de la France métropolitaine dans laquelle la commune est exposée à un climat océanique altéré et est dans la région climatique Lorraine, plateau de Langres, Morvan, caractérisée par un hiver rude (1,5 °C), des vents modérés et des brouillards fréquents en automne et hiver.
Pour la période 1971-2000, la température annuelle moyenne est de 10,4 °C, avec une amplitude thermique annuelle de 15,8 °C. Le cumul annuel moyen de précipitations est de 822 mm, avec 12,5 jours de précipitations en janvier et 8,6 jours en juillet. Pour la période 1991-2020, la température moyenne annuelle observée sur la station météorologique de Météo-France la plus proche, « Ailleville_sapc », sur la commune d'Ailleville à 7 km à vol d'oiseau, est de 11,4 °C et le cumul annuel moyen de précipitations est de 833,5 mm. 
La température maximale relevée sur cette station est de 41,3 °C, atteinte le 25 juillet 2019 ; la température minimale est de −19,7 °C, atteinte le 20 décembre 2009,,.
Les paramètres climatiques de la commune ont été estimés pour le milieu du siècle (2041-2070) selon différents scénarios d'émission de gaz à effet de serre à partir des nouvelles projections climatiques de référence DRIAS-2020. Ils sont consultables sur un site dédié publié par Météo-France en novembre 2022.

## Urbanisme

### Typologie
Au 1er janvier 2024, Éclance est catégorisée commune rurale à habitat dispersé, selon la nouvelle grille communale de densité à 7 niveaux définie par l'Insee en 2022.
Elle est située hors unité urbaine. Par ailleurs la commune fait partie de l'aire d'attraction de Bar-sur-Aube, dont elle est une commune de la couronne,. Cette aire, qui regroupe 43 communes, est catégorisée dans les aires de moins de 50 000 habitants,.

### Occupation des sols

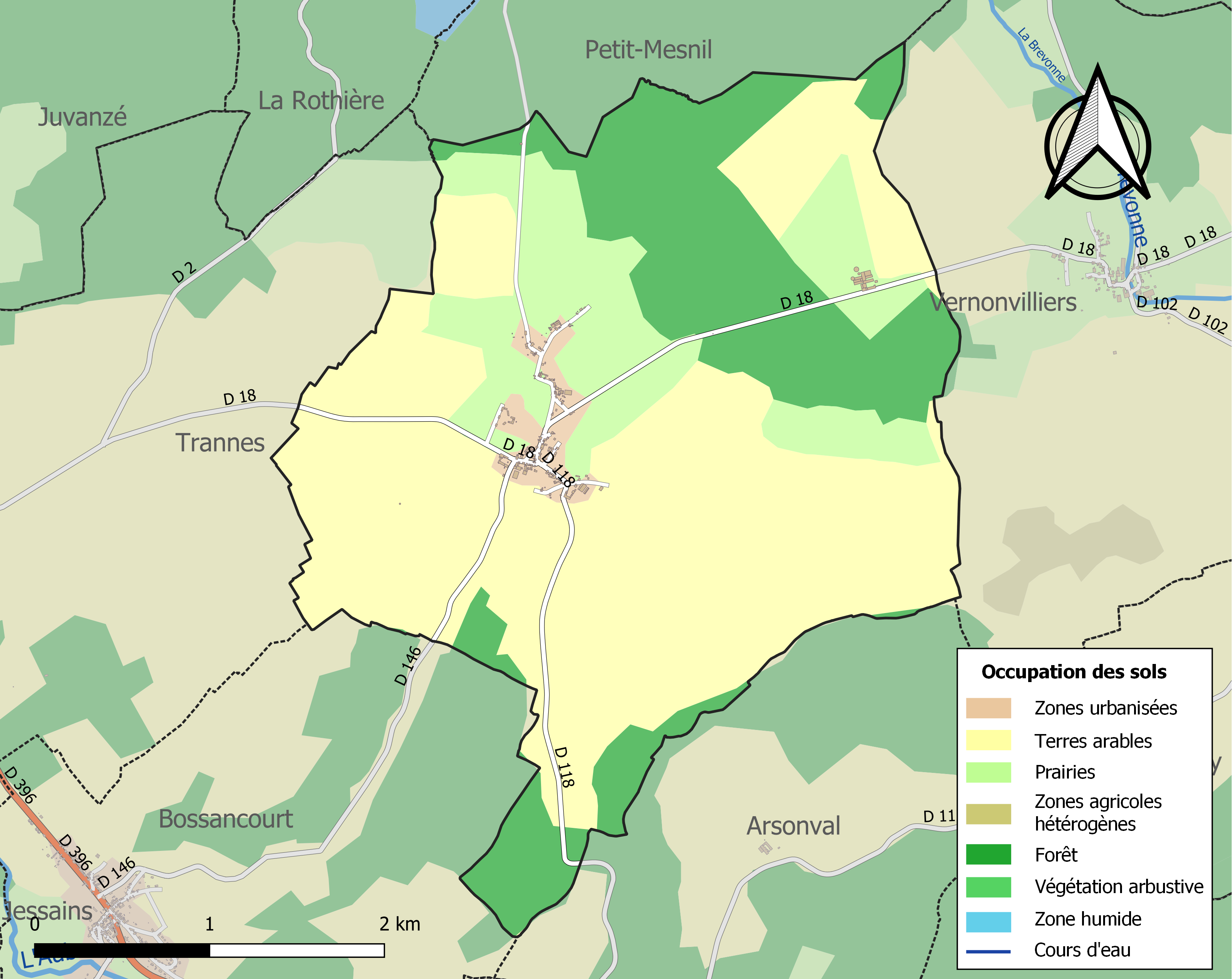
Carte des infrastructures et de l'occupation des sols de la commune en 2018 (CLC).

L'occupation des sols de la commune, telle qu'elle ressort de la base de données européenne d’occupation biophysique des sols Corine Land Cover (CLC), est marquée par l'importance des territoires agricoles (72,7 % en 2018), une proportion sensiblement équivalente à celle de 1990 (73,1 %). La répartition détaillée en 2018 est la suivante : 
terres arables (55,8 %), forêts (24,7 %), prairies (16,9 %), zones urbanisées (2,6 %). L'évolution de l’occupation des sols de la commune et de ses infrastructures peut être observée sur les différentes représentations cartographiques du territoire : la carte de Cassini (XVIIIe siècle), la carte d'état-major (1820-1866) et les cartes ou photos aériennes de l'IGN pour la période actuelle (1950 à aujourd'hui).

### Habitat et logement
En 2020, le nombre total de logements dans la commune était de 69, alors qu'il était de 64 en 2015 et de 68 en 2010.
Parmi ces logements, 73,1 % étaient des résidences principales, 15,9 % des résidences secondaires et 11 % des logements vacants. Ces logements étaient pour 97,6 % d'entre eux des maisons individuelles et pour 0 % des appartements.
Le tableau ci-dessous présente la typologie des logements à Éclance en 2020 en comparaison avec celle de l'Aube et de la France entière. Une caractéristique marquante du parc de logements est ainsi une proportion de résidences secondaires et logements occasionnels (15,9 %) supérieure à celle du département (4,8 %) et à celle de la France entière (9,7 %).
| Typologie                                               | Éclance | Aube | France entière |
| ------------------------------------------------------- | ------- | ---- | -------------- |
| Résidences principales (en %)                           | 73,1    | 85,7 | 82,1           |
| Résidences secondaires et logements occasionnels (en %) | 15,9    | 4,8  | 9,7            |
| Logements vacants (en %)                                | 11      | 9,5  | 8,2            |

### Toponymie
La mention écrite la plus ancienne citant Éclance est datée de 856 et le village s'appelait alors Saint Brice[réf. nécessaire].
Éclance est un nom d'origine gauloise signifiant "Clairière au milieu des bois".[réf. nécessaire]

## Histoire
Le site est habité depuis l'époque franque, on y a découvert des cercueils de pierre.
Une famille chevaleresque portant le nom d'Éclance est attestée aux XIIe et XIIIe siècles et le fief relève alors de celui de Jaucourt. Il appartient aux XIVe et XVe siècles aux Choiseul-Aigremont, puis passe par les femmes à Jean d'Anneville, bailli de Bar-le-Duc, qui, en octobre 1512, obtint de Louis XII des lettres patentes l'autorisant à fortifier son château d'Eclance.
Depuis le XIIIe siècle, la spécialité locale était le fromage. La comtesse de Champagne envoyait les fromages d'Éclance à la cour de Philippe Auguste en 1217. La laiterie Turin fut la dernière et a tenu jusqu'à la fin des années 1980.
Une autre particularité d'Éclance est qu'il y a deux châteaux ; tous les deux sont coupés en deux. Le château dit d'Éclance à la sortie vers Trannes est partagé entre une belle demeure seigneuriale du XVIIIe siècle, et une aile droite qui est un corps de ferme. Le second, plus modeste, est lui aussi partagé entre une demeure seigneuriale et un corps de ferme.
Avant la Révolution française, le village dépendait de l'intendance et de la généralité de Châlons, de l'élection de Bar-sur-Aube et du bailliage, Chaumont et de la châtellenie de Jaucourt.

## Politique et administration

### Rattachements administratifs et électoraux

#### Rattachements administratifs
La commune se trouve dans l'arrondissement de Bar-sur-Aube du département de l'Aube.
Elle faisait partie depuis 1801 du canton de Soulaines-Dhuys. Dans le cadre du redécoupage cantonal de 2014 en France, cette circonscription administrative territoriale a disparu, et le canton n'est plus qu'une circonscription électorale.

#### Rattachements électoraux
Pour les élections départementales, la commune fait partie depuis 2014 du canton de Bar-sur-Aube.
Pour l'élection des députés, elle fait partie de la première circonscription de l'Aube.

### Intercommunalité
Éclance était membre de la petite communauté de communes de Soulaines, un établissement public de coopération intercommunale (EPCI) à fiscalité propre créé en 1994 et auquel la commune avait transféré un certain nombre de ses compétences, dans les conditions déterminées par le code général des collectivités territoriales.
Dans le cadre des dispositions de la loi portant nouvelle organisation territoriale de la République du 7 août 2015, qui prévoit que les établissements publics de coopération intercommunale (EPCI) à fiscalité propre doivent avoir un minimum de 15 000 habitants, cette intercommunalité a fusionné avec sa voisine pour former, le 1er janvier 2017, la communauté de communes de Vendeuvre-Soulaines, dont est désormais membre la commune.

### Liste des maires
| Période                                  | Période                        | Identité       | Étiquette | Qualité                                                           |
| ---------------------------------------- | ------------------------------ | -------------- | --------- | ----------------------------------------------------------------- |
| Les données manquantes sont à compléter. |                                |                |           |                                                                   |
| juin 1995                                | [ 14 ]                         | Gérard Émile   | DVD       | Agriculteur Démissionnaire                                        |
| mai 2023                                 | En cours (au 30 novembre 2023) | Aurore Pascaud |           | Comptable dans l'entreprise de transport et logistique Gamba-Rota |

## Équipements et services publics

### Enseignement
Les enfants de la commune sont scolarisés avec ceux d'Ailleville, Montier-en-l'Isle, Arsonval, Jaucourt, Dolancourt et Argançon dans le cadre du regroupement pédagogique intercommunal de l’Arlette, qui construit en 2022/2023 une école destinée à les regrouper à Arsonval.

## Population et société
Les habitants d'Éclance s'appellent les Éclaristes.

### Démographie
L'évolution du nombre d'habitants est connue à travers les recensements de la population effectués dans la commune depuis 1793. Pour les communes de moins de 10 000 habitants, une enquête de recensement portant sur toute la population est réalisée tous les cinq ans, les populations de référence des années intermédiaires étant quant à elles estimées par interpolation ou extrapolation. Pour la commune, le premier recensement exhaustif entrant dans le cadre du nouveau dispositif a été réalisé en 2006.

En 2022, la commune comptait 87 habitants, en évolution de −13,86 % par rapport à 2016 (Aube : +0,7 %, France hors Mayotte : +2,11 %).
| 1793 | 1800 | 1806 | 1821 | 1831 | 1836 | 1841 | 1846 | 1851 |
| ---- | ---- | ---- | ---- | ---- | ---- | ---- | ---- | ---- |
| 261  | 272  | 274  | 197  | 242  | 260  | 259  | 302  | 325  |

| 1856 | 1861 | 1866 | 1872 | 1876 | 1881 | 1886 | 1891 | 1896 |
| ---- | ---- | ---- | ---- | ---- | ---- | ---- | ---- | ---- |
| 343  | 326  | 301  | 269  | 240  | 246  | 254  | 250  | 220  |

| 1901 | 1906 | 1911 | 1921 | 1926 | 1931 | 1936 | 1946 | 1954 |
| ---- | ---- | ---- | ---- | ---- | ---- | ---- | ---- | ---- |
| 208  | 204  | 198  | 161  | 154  | 160  | 149  | 127  | 124  |

| 1962 | 1968 | 1975 | 1982 | 1990 | 1999 | 2006 | 2011 | 2016 |
| ---- | ---- | ---- | ---- | ---- | ---- | ---- | ---- | ---- |
| 152  | 145  | 133  | 125  | 114  | 120  | 126  | 106  | 101  |

| 2021 | 2022 | - | - | - | - | - | - | - |
| ---- | ---- | - | - | - | - | - | - | - |
| 92   | 87   | - | - | - | - | - | - | - |

## Culture locale et patrimoine

### Lieux et monuments

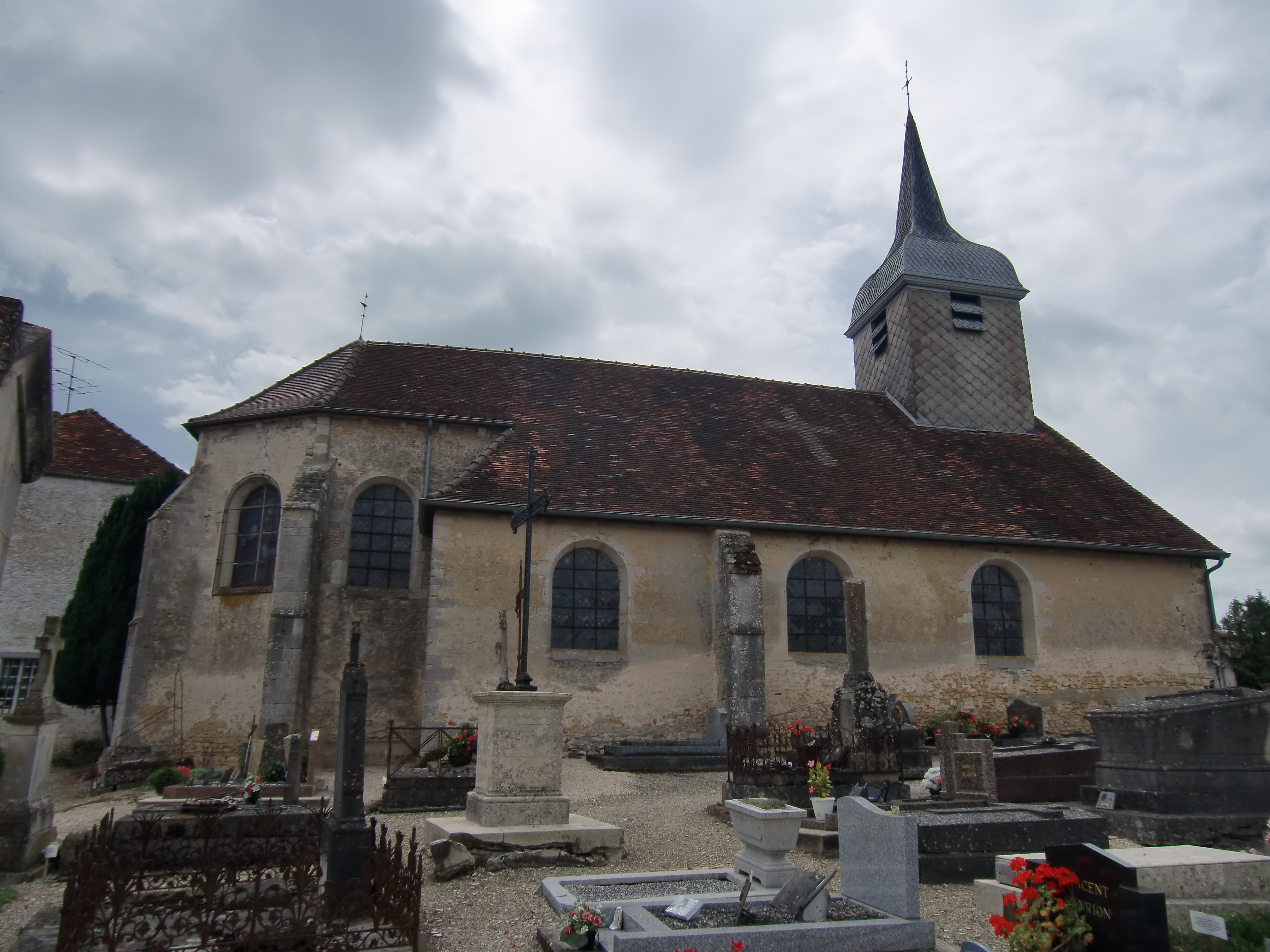
L’église.

- L'église Saint-Brice était une paroisse faisant partie de l'archidiaconé et doyenné de Brienne depuis le début du XVIe siècle, avant elle était de l'archidiaconé de Margerie. Le bâtiment date de l'époque moderne sauf le chœur et la voûte qui datent du XVIIe siècle. On peut y voir :
  - des fonts baptismaux octogones sur pied rond, un bénitier en fonte[20] ;
  - un tableau, illustrant l'Annonciation, encadré dans un retable à guirlandes, un autre de sainte[21] ; Éclaristes
  - des statues de saint Brice et saint Claude ;
  - des vitraux représentant l'Annonciation, le Sacré-Cœur et saint Joseph[22].
- Monument aux morts

Le monument aux morts
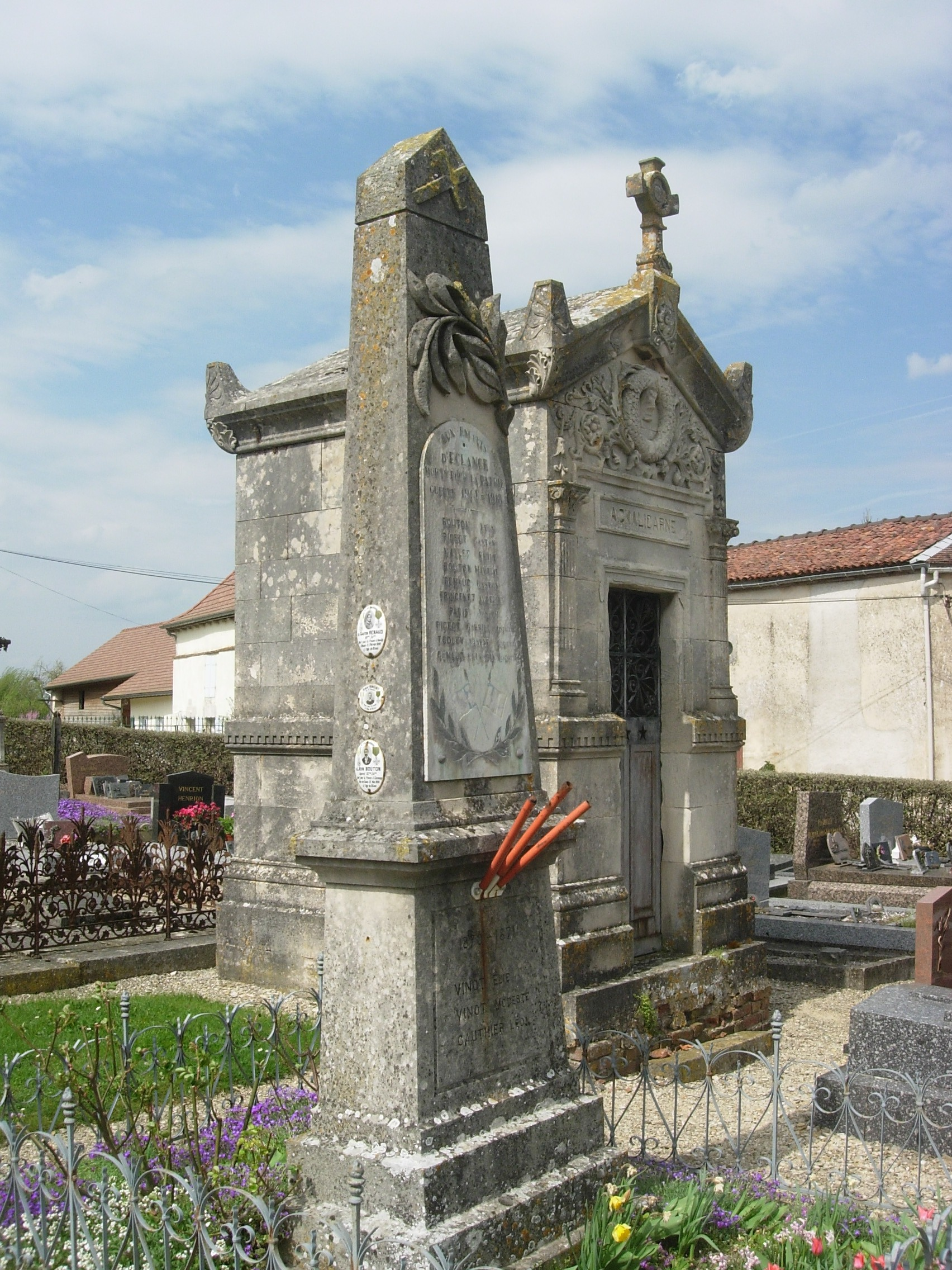
Le monument aux morts.
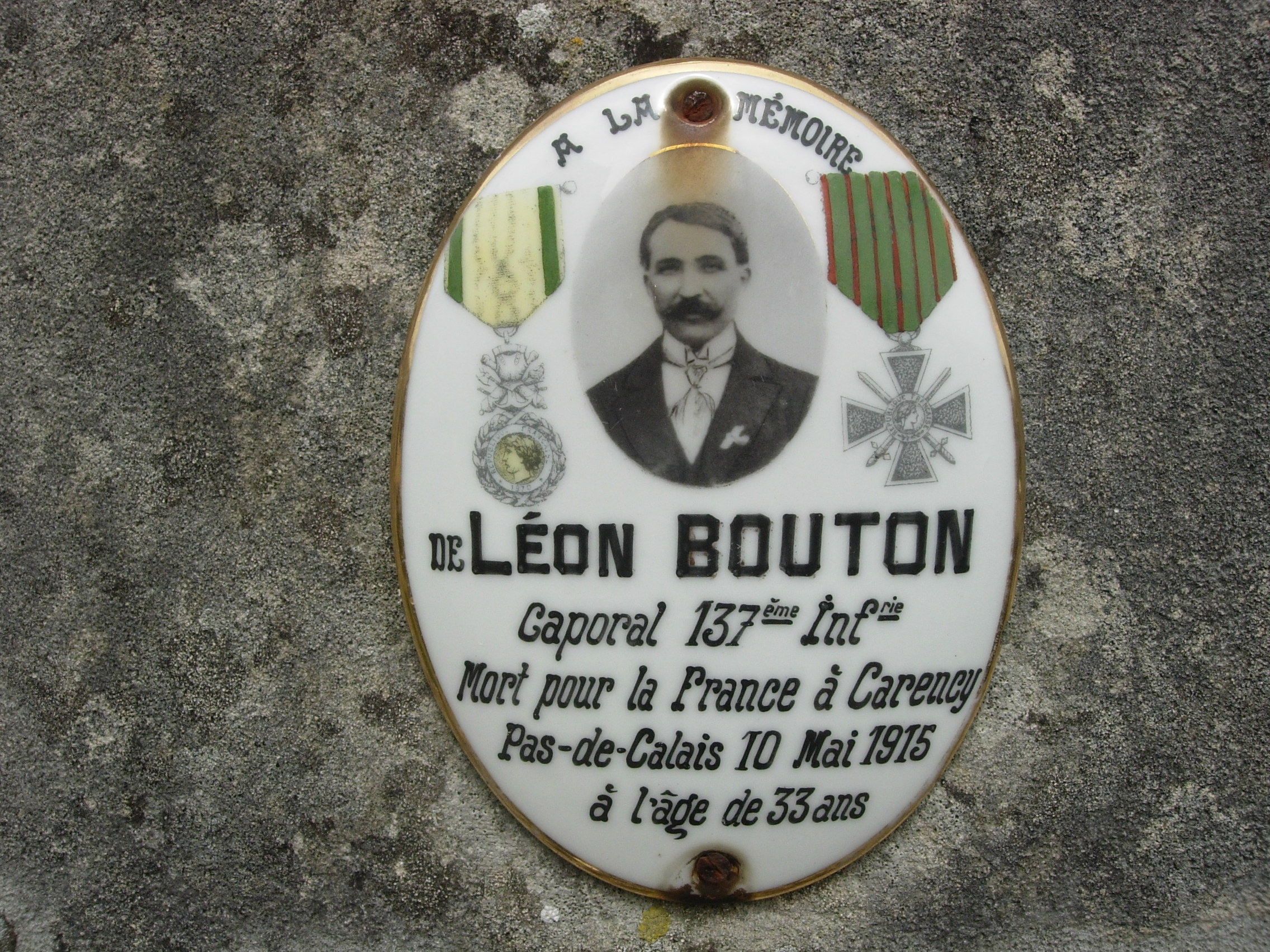
A la mémoire de Léon Bouton, mort pour la France.
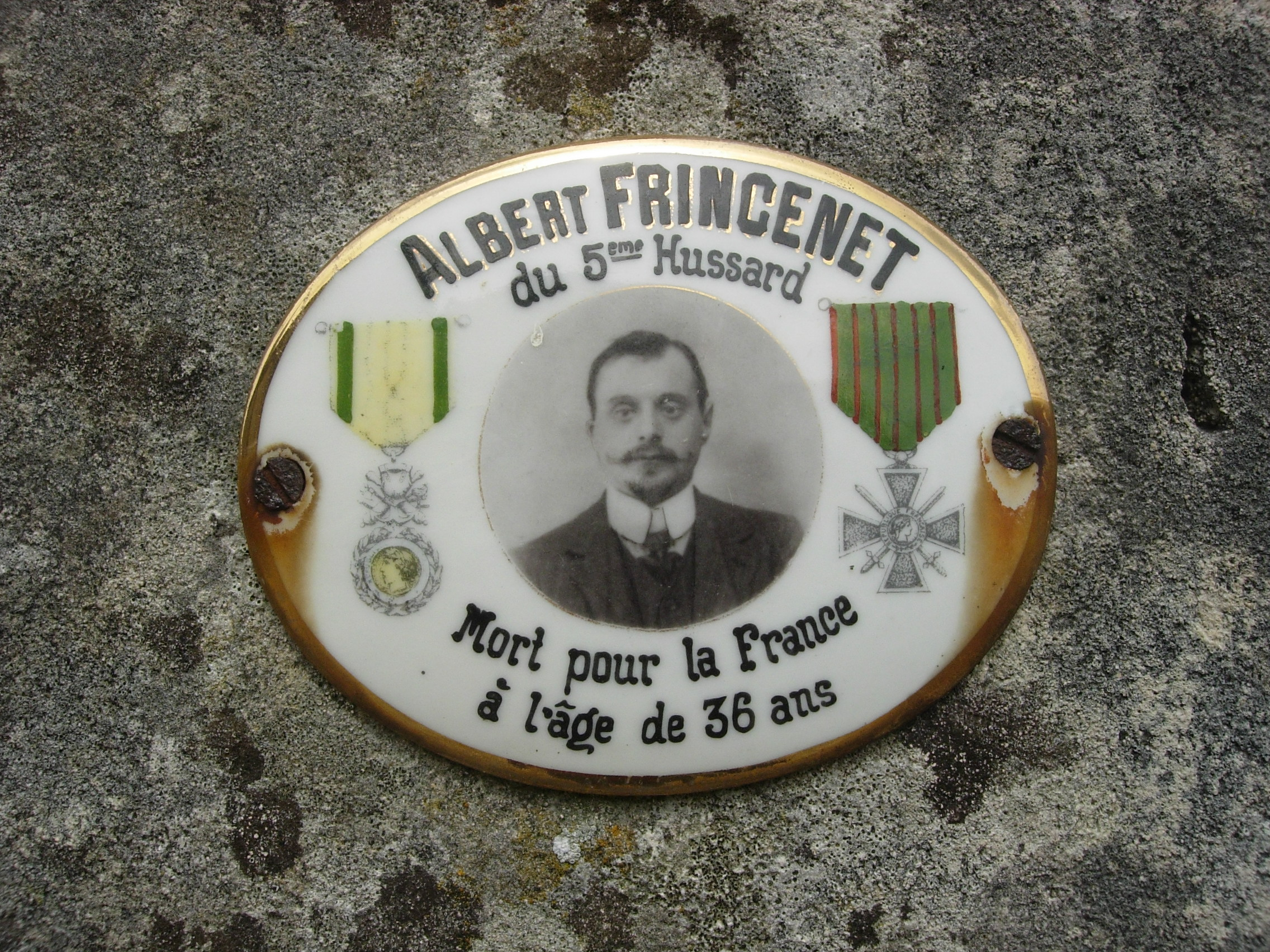
A la mémoire d'Albert Frincenet, mort pour la France.
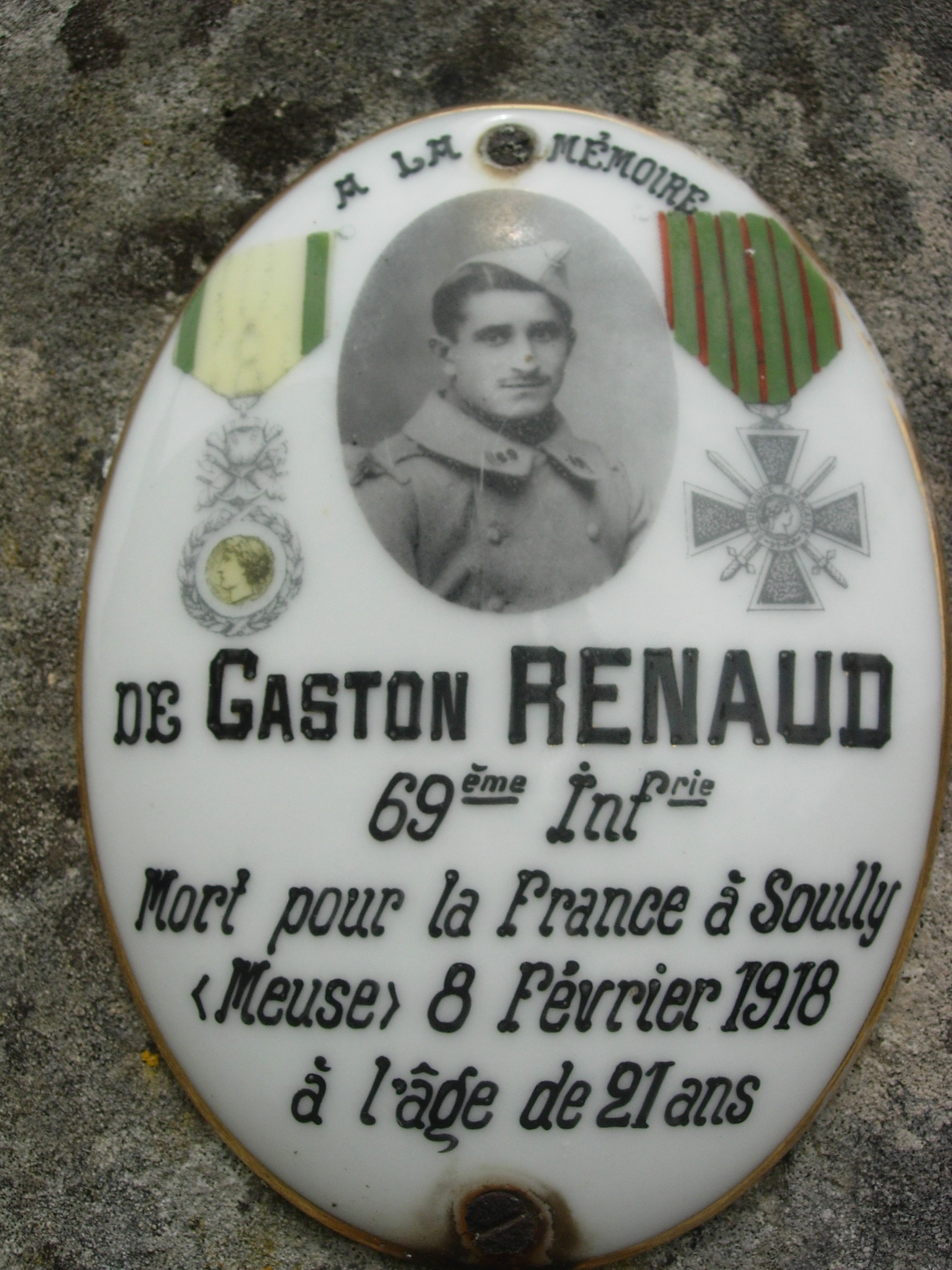
A la mémoire de Gaston Renaud, mort pour la France.

## Pour approfondir